# Franz Daniel Friedrich Wadzeck
Franz Daniel Friedrich Wadzeck (* 10. August 1762 in Berlin; † 2. März 1823 ebenda) war ein deutscher Theologe und Gründer einer Erziehungsanstalt.

## Leben
Friedrich Wadzeck war der Sohn des Küsters Johann Wadzeck. Im Alter von zehn Jahren verstarb sein Vater, woraufhin Friedrich in das Hallesche Waisenhaus aufgenommen wurde. Nach sieben Jahren Schulzeit studierte er an der Universität Halle Theologie. 1784 bestand er die Abschlussprüfungen.
Zunächst arbeitete Wadzeck als Kanzelredner, womit er es zu Bekanntheit brachte. So predigte er auch vor der preußischen Königin. 1788 wurde er zum Professor für Literatur und Stil, später auch für Physik und Naturgeschichte am königlichen Kadettenkorps.
Er war Mitglied der Berliner Freimaurerloge Zum flammenden Stern; er hielt 1794 eine vielbeachtete Rede vor der Großen National-Mutterloge „Zu den drei Weltkugeln“ (s. unten Werke).
Wadzeck arbeitete auch an der Zeitung Gemeinnütziger Anzeiger mit und gründete 1809 das Berlinische Wochenblatt für den Bürger und Landmann. Dieses patriotische und königstreue Journal nutzte er für Kritik an den aufkeimenden liberalen Bewegungen und ihrer Vertreter, so etwa Friedrich Ludwig Jahn und die Turnerbewegung. Obwohl offiziell ein Streit mit drei seiner Schüler als Grund für seine vorzeitige Pensionierung angegeben wurde, gab Wadzeck selbst als Grund an „da er pflichtmäßig sich wenn auch mit schwacher Kraft dem großen Unfuge des Turngeistes und seinem Verderben unserer Jünglinge entgegensetzte“. Beim Wartburgfest von 1817 wurden Werke Wadzecks symbolisch verbrannt.

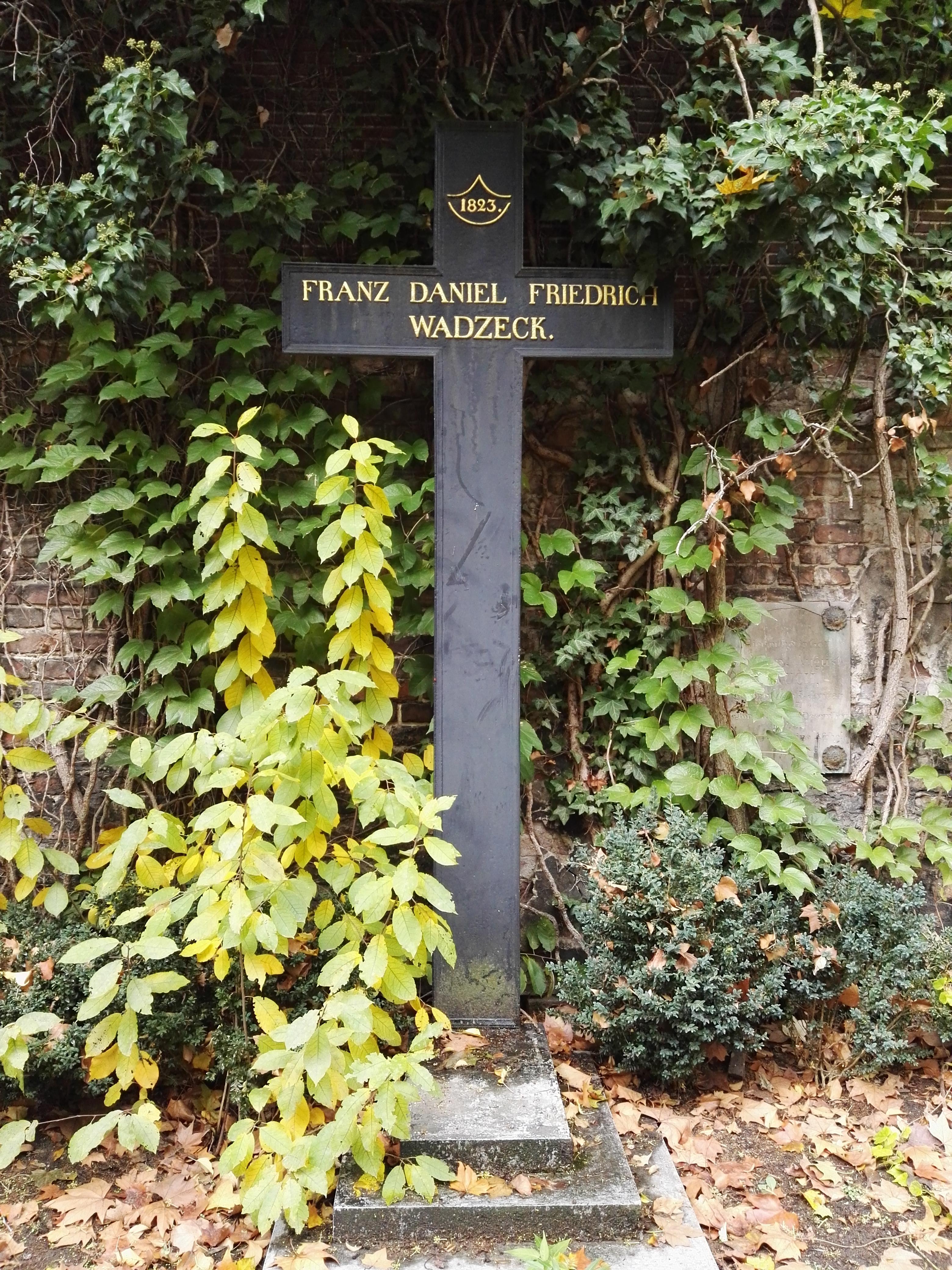
Grabstätte

1819 gründete er eine Erziehungs- und Wohnanstalt für zunächst zwölf arme Kinder, die rasch wuchs und schließlich 400 Kinder gleichzeitig versorgte. Nach seinem Tod stiftete der preußische König die Wadzeck-Anstalt, die bis heute Bestand hat.
Wadzeck ist auf dem St.-Marien- und St.-Nikolai-Friedhof I in Berlin-Prenzlauer Berg bestattet.

## Werke
- Ueber Menschenvernunft. 1794.
- Leben und Schicksale des berüchtigten Rudolph Franz von Grossing, eigentlich Franz Matthäus Grossinger genannt, nebst Geschichte und Bekanntmachung der Geheimnisse des Rosen-Ordens. Frankfurt/Leipzig 1789.